# 中村淳平
中村 淳平（なかむら じゅんぺい、1973年10月25日 - ）は、NHKの元アナウンサー。

## 人物
岡山県立新見高等学校を経て同志社大学卒業後、1998年入局。
現在京都造形芸術大学の先生。

## 過去の担当番組
大阪局時代
- NHKニュースおはよう関西（2010年3月29日 - 2011年3月）
- 2011年3月の東北地方太平洋沖地震では、福島放送局に応援で派遣され、災害情報を中心にローカルニュースを担当した。

鳥取局異動後
- あさイチ（JAPAなび 鳥取、2011年9月29日）
- ラジオ文芸館「石の記憶」（2013年8月3日、NHKラジオ第1） - 朽木祥『八月の光』所収の「石の記憶」を朗読[1]